# Exakt – Das Nachrichtenmagazin
Exakt (Langform Exakt – Das Nachrichtenmagazin) ist eine Magazinsendung des Mitteldeutschen Rundfunks.

## Moderation
Vom Start der Sendung 2002 bis zum 3. April 2019 moderierte die Journalistin Annett Glatz das Magazin. Ihre Nachfolge trat am 10. April 2019 Wiebke Binder an. Gelegentlich vertreten Felix Seibert-Daiker, Jens Hänisch und Susann Reichenbach Binder in der Moderation von Exakt.

## Ableger
- Exakt – Die Story (seit 2009, Reportageformat)[2][3]
- Exakt – So leben wir! (ab 2013, Reportageformat zur deutschen Wiedervereinigung)[4]
- exactly (seit 2021, Webserie über kontroverse gesellschaftliche Themen)[5][6]

## Ausstrahlung
Exakt wird mittwochs von 21:15 Uhr bis 21:45 Uhr (bis Ende 2024 von 20:15 Uhr bis 20:45 Uhr) im MDR Fernsehen gesendet und dort nachts wiederholt.
Exakt – Die Story wurde bis Ende 2024 im Anschluss an Exakt von 20:45 Uhr bis 21:15 Uhr gezeigt. Ohne Abspann wurde direkt zu Exakt – Die Story abgegeben.
Zurückliegende Sendungen lassen sich über die jeweiligen MDR-Seiten und die ARD Mediathek abrufen.